# ローラ・エル・ハラビ
ローラ・エル・ハラビ（Rola El-Halabi、1985年4月6日 - ）は、レバノン・ベイルート生まれ、ドイツ・ウルム出身の女子プロボクサーである。

## 来歴
1歳のときに家族でドイツに移住。9歳でキックボクシング、11歳でアマチュアボクシングを始める。キックで20戦17勝8KO3敗、アマチュアでも22戦18勝3KO4敗の成績を残す。
高校卒業後の、2006年10月にプロ転向。
2007年6月9日、地元ウルムでのプロデビューを1回TKOで飾る。
以降勝ち星を積み重ね、2008年7月26日、Marina Kohlgruberに3-0判定で勝利。WIBFヨーロッパライト級王座を獲得。
2009年6月5日、ロリ・ムニョスとWIBA・WIBF二冠王座を懸けて対戦。2-1判定で制して初の世界王座獲得。
ノンタイトルをKO後の2010年3月20日、大ベテランミア・セント・ジョンを5回TKO勝ちで初防衛。
6月4日、Olga Bojareとノンタイトルを行い、判定勝ち。

## 戦績
- 11戦11勝6KO

## 獲得タイトル
- WIBFヨーロッパライト級王座
- WIBF世界ライト級王座
- WIBA世界ライト級王座